# Entre gris clair et gris foncé
 (janvier 2020).
Si vous disposez d'ouvrages ou d'articles de référence ou si vous connaissez des sites web de qualité traitant du thème abordé ici, merci de compléter l'article en donnant les références utiles à sa vérifiabilité et en les liant à la section « Notes et références ».
Albums de Jean-Jacques Goldman
En public
(1986) Traces
(1989)
Singles
1. Elle a fait un bébé toute seule
Sortie : 5 juillet 1987
2. Là-bas
Sortie : novembre 1987
3. C'est ta chance
Sortie : mars 1988
4. Puisque tu pars
Sortie : juillet 1988

Entre gris clair et gris foncé est un double album de Jean-Jacques Goldman sorti le 5 novembre 1987. C'est le cinquième album studio de l'artiste en solo.
Le ton de l'album montre un contraste entre certaines chansons faisant preuve d'une grande sensibilité (Puisque tu pars) ainsi que d'autres marquées par un certain cynisme (comme Peur de rien blues, très reprise en live). Malgré tout, les thèmes généraux restent l'amour et l'espoir.
Le style général s'inscrit bien dans le thème des années 1980 sans pour autant devenir obsolète de nos jours et trahit une forte influence de blues, comme c'est souvent le cas de la musique de Goldman.
On retrouve dans cet album plusieurs standards de Goldman, entre autres Elle a fait un bébé toute seule, Là-bas (en duo avec Sirima et avec une grande influence Phil Collins dans le jeu de batterie et les breaks de fin), C'est ta chance, Puisque tu pars, Il changeait la vie.

## Information
Les 9 premières chansons de l'album sont des compositions inédites, alors que les autres étaient des compositions enregistrées précédemment.
L'album est ressorti en 2004 sur CD en version intégrale remastérisée. Il contient deux chansons qui figuraient sur l'édition vinyle d'origine mais qui, pour raisons techniques (manque de place sur les CD de l'époque) n'avaient pas été retenues pour la première édition en CD : Tout petit monde et Il me restera.
Il existe une édition japonaise de l'album, paru en 1989 et contenant treize titres, dont cinq sont issus de Non homologué.

## Succès
L'album est resté en tête du top album français pendant 18 semaines consécutives. Il a été certifié disque de diamant pour avoir dépassé le million d'exemplaires vendus.

## Liste des chansons
| CD1   | CD1                            | CD1   | CD1 | CD1 | CD1 | CD1 | CD1 | CD1 | CD1 |
| No    | Titre                          | Durée |     |     |     |     |     |     |     |
| ----- | ------------------------------ | ----- | --- | --- | --- | --- | --- | --- | --- |
| 1.    | (Intro) À quoi tu sers ?       | 5:30  |     |     |     |     |     |     |     |
| 2.    | Il changeait la vie            | 3:59  |     |     |     |     |     |     |     |
| 3.    | Tout petit monde               | 3:30  |     |     |     |     |     |     |     |
| 4.    | Entre gris clair et gris foncé | 4:00  |     |     |     |     |     |     |     |
| 5.    | Là-bas (avec Sirima)           | 5:38  |     |     |     |     |     |     |     |
| 6.    | C'est ta chance                | 5:08  |     |     |     |     |     |     |     |
| 7.    | Des bouts de moi               | 5:05  |     |     |     |     |     |     |     |
| 8.    | Fais des bébés                 | 4:03  |     |     |     |     |     |     |     |
| 9.    | Puisque tu pars                | 7:35  |     |     |     |     |     |     |     |
| 44:28 |                                |       |     |     |     |     |     |     |     |

| CD2   | CD2                             | CD2   | CD2 | CD2 | CD2 | CD2 | CD2 | CD2 | CD2 |
| No    | Titre                           | Durée |     |     |     |     |     |     |     |
| ----- | ------------------------------- | ----- | --- | --- | --- | --- | --- | --- | --- |
| 1.    | Filles faciles                  | 3:45  |     |     |     |     |     |     |     |
| 2.    | Je commence demain              | 2:48  |     |     |     |     |     |     |     |
| 3.    | Elle a fait un bébé toute seule | 3:54  |     |     |     |     |     |     |     |
| 4.    | Quelque part, quelqu'un         | 4:48  |     |     |     |     |     |     |     |
| 5.    | Qu'elle soit elle               | 1:51  |     |     |     |     |     |     |     |
| 6.    | Doux                            | 3:54  |     |     |     |     |     |     |     |
| 7.    | Reprendre c'est voler           | 2:50  |     |     |     |     |     |     |     |
| 8.    | Il y a                          | 3:38  |     |     |     |     |     |     |     |
| 9.    | Peur de rien blues              | 6:18  |     |     |     |     |     |     |     |
| 10.   | Il me restera                   | 3:13  |     |     |     |     |     |     |     |
| 11.   | Appartenir                      | 2:23  |     |     |     |     |     |     |     |
| 39:22 |                                 |       |     |     |     |     |     |     |     |

Version Japonaise :
1. (Intro) À quoi tu sers ?
2. Il changeait la vie
3. Là-bas
4. Entre gris clair et gris foncé
5. C'est ta chance
6. Puisque tu pars
7. Des bouts de moi
8. Fais des bébés
9. Je te donne
10. Famille
11. La vie par procuration
12. Parler d'ma vie
13. Pas toi

## Vidéoclips (DVD)
1. Elle a fait un bébé toute seule (Clip officiel) - 4:39
2. Là-bas (feat. Sirima) (Clip officiel) - 4:54
3. C'est ta chance (Clip officiel) - 4:36
4. Puisque tu pars (Clip officiel) - 4:49

Les clips sont réalisés par Bernard Schmitt 

## Crédits
- Basse : Guy Delacroix
- Basse : Claude Le Péron sur Peur De Rien Blues
- Batterie : Christophe Deschamps, Joe Hammer
- Chœurs : Carole Fredericks
- Claviers : Jean-Jacques Goldman
- Guitares : Patrice Tison, Jean-Jacques Goldman, Michael Jones, Claude Samard
- Orgues et synthétiseurs : Roland Romanelli
- Saxophones : Philippe de Lacroix-Herpin

## Classements et certifications
| Classement (1987–88)             | Meilleure position |
| -------------------------------- | ------------------ |
| Europe (European Top 100 Albums) | 10                 |
| France (SNEP)                    | 1                  |

| Classement (1988)                | Position |
| -------------------------------- | -------- |
| Europe (European Top 100 Albums) | 14       |

| Classement (1989)                | Position |
| -------------------------------- | -------- |
| Europe (European Top 100 Albums) | 27       |

### Certifications
| Année | Ventes    | Certification |
| ----- | --------- | ------------- |
| 1987  | 300 000   | Platine       |
| 1988  | 1 000 000 | Diamant       |